# Pere Fullana Puigserver
|  | No s'ha de confondre amb Pere Fullana Mas. |

Pere Fullana Puigserver   (Algaida, 29 de juny de 1958) és un historiador mallorquí i professor a la Universitat de les Illes Balears.
Llicenciat en ciències religioses a la Universitat Pontifícia de Comillas (1982). Es llicencià a la Pontifícia Universitat Gregoriana de Roma el 1984 en història eclesiàstica. El 1988 es llicencia en història general a Palma. Premi Ciutat de Palma d'investigació el 1989. Ha estat director de la Gran Enciclopèdia de Mallorca (1992-1999), de l'Arxiu Capitular de Mallorca (La Seu) (2011-2018) i de la revista Lluc (2012-2018), a més de col·laborar en diversos mitjans de comunicació.
El seu camp de recerca és la història social i religiosa, centrada en els agents i els repertoris associatius; en l'animació socioeducativa en museus i arxius; i en la divulgació històrica. La seva obra s'ha centrat molt en la història contemporània de Mallorca, en especial en l'anàlisi dels processos de canvi viscuts en els segles XIX i XX. Forma part de diversos grups d'investigació de l'àmbit universitari: el Grup d'Estudis d'Història de l'Educació (GEDHE); el Grup de Conservació del Patrimoni Artístic Religiós (CPAR); el Grup d'estudi de la cultura, la societat i la política al món contemporani, de la Universitat de les Illes Balears, així com del Grupo Catolicismo y Secularización en la España del siglo XX, liderat pel Dr. Feliciano Montero, de la Universidad de Alcalá de Henares.

## Obra

### Llibres
- El catolicisme social a Mallorca : 1877-1902. Barcelona: Abadia de Montserrat, 1990 ISBN 84-7826-174-5
- Claustros de Mallorca. (amb Jaume Prohens Tomàs i A. Crespo). Palma: Guillem Canals, 1991 (castellà) ISBN 84-87570-07-0
- Bibliografia d'Algaida. (amb Pere Mulet). Ajuntament d'Algaida, 1992.
- El Moviment Catòlic a Mallorca [1875-1912]. Barcelona: Abadia de Montserrat, 1994 ISBN 84-7826-493-0
- Història del futbol a Algaida. 25è aniversari del CE Algaida, 1971-1996. (amb Joan Josep Páez Rosselló). Llucmajor: Ajuntament d'Algaida, 1996 ISBN 84-921508-2-3
- Mallorca durant el segle xix (1808-1868). Palma: Documenta Balear, 1996 ISBN 84-89067-10-4
- Ciutat ha seixanta anys, 1850-1900. (amb Bartomeu Ferrà). Palma: Miquel Font, 1996. ISBN 84-7967-056-8
- Els historiadors i l'esdevenir polític d'un segle a Mallorca : 1839-1939. (amb Antoni Quintana i Torres i Isabel Peñarrubia i Marqués). Barcelona: Abadia de Montserrat, 1996 ISBN 84-7826-777-8
- Gabriel-Marià Ribas de Pina: evangelitzador i fundador : 1814-1873. (amb Pere-Joan Llabrés i Martorell). Mallorca: Congregació Religioses Franciscanes, 1997 ISBN 84-922761-1-8
- El caso Maura. (amb Miquel dels Sants Oliver i Tolrà). Palma: Lleonard Muntaner, 1998 ISBN 84-88946-54-6
- Antoni Maura i el maurisme a Mallorca : 1853-1925. Palma: Lleonard Muntaner, 1998 ISBN 84-88946-57-0
- Societat rural i religió : les Filles de la Misericòrdia, Terciàries de Sant Francesc, a Llorito (1866-2001). (amb Andreu Ramis Puig-gròs). Palma: Lleonard Muntaner, 2003 ISBN 84-95360-89-6
- Història de la Congregació de les Filles de la Misericòrdia : 1856-1921. Vol. I. Palma: Lleonard Muntaner, 2003 ISBN 84-95360-74-8
- L'església de Mallorca i la contemporaneïtat. (amb Josep Amengual i Batle). Palma: Documenta Balear, 2003 ISBN 84-95694-64-6
- Pere Capellà (1907-1954): la lluita incansable per la llibertat Algaida: Ajuntament d'Algaida, 2005 ISBN 84-934069-0-2
- Debats inconclosos : cultura i societat a la Mallorca del vuit-cents. Palma: Hora Nova, 2006 DL PM 66-2006
- La pureza, 200 años educando. Palma: Centro de Enseñanza Superior Alberta Giménez, 2010 ISBN 978-84-693-0359-7
- Història de la Congregació de les Filles de la Misericòrdia : 1921-1968. Vol. II. Palma: Lleonard Muntaner, 2011 ISBN 978-84-15076-21-6
- Historia de la Provincia Española de la Tercera Orden Regular de San Francisco. Franciscanos del Tercer Orden Regular, 2013 (castellà) ISBN 978-84-616-3756-0
- Antoni Maria Alcover i la Seu de Mallorca, amb Nicolau Dols. Palma: Publicacions Catedral de Mallorca, 2013 ISBN 978-84-616-2615-1
- Alberta Giménez: directora de la primera Escuela Normal de Maestras de Baleares (1872-1912). (amb Joan Josep Matas Pastor). CESAG, 2015 ISBN 978-84-8468-578-4
- El bisbe arquitecte. Pere Joan Campins i Barceló. Publicacions Catedral de Mallorca, 2015 ISBN 978-84-606-9107-5
- Bernat Nadal i Crespí : Un bisbe d'inspiració lul·liana (amb Valentí Valenciano i López). Palma: Illa Edicions, 2020 ISBN 978-84-122255-5-6

A més, és autor d'articles i ressenyes a publicacions especialitzades, a obres col·lectives i ha prologat nombrosos llibres. També ha estat coordinador d'obres col·lectives, com la duta a terme amb Mercè Gambús a les Jornades d'Estudis Històrics de la Seu de Mallorca:
- Jaume II i la Catedral de Mallorca. Capítol Catedral de Mallorca, 2012 ISBN 978-84-615-8944-9
- El bisbe Nadal i la Catedral de Mallorca en el bicentenari de la Constitució de 1812. Capítol Catedral de Mallorca, 2013 ISBN 978-84-616-5587-8
- La memòria contemporània de la Catedral: Miralles, Rotger, Sagristà Capítol Catedral de Mallorca, 2014 ISBN 978-84-617-2899-2
- Campins i Gaudí. La reforma de la Seu de Mallorca i la seva implementació en el monument (1903-1947) Capítol Catedral de Mallorca, 2015 ISBN 978-84-608-3849-4
- Ramon Llull i la Seu de Mallorca Capítol Catedral de Mallorca, 2016 ISBN 978-84-617-6129-6
- La música a la Seu: Història, art i devoció Capítol Catedral de Mallorca, 2017 ISBN 978-84-697-7589-9